# Thomas Brown (filosof)
Thomas Brown, född 9 januari 1778 och död 2 april 1820, var en skotsk filosof.
Thomas Brown var Dugald Stewarts efterträdare som professor i Edinburgh. Brown är en framstående målsman för den skotska skolan och dess mot David Humes skepitisism riktade "common sence"-filosofi. men intog i flera punkter men intog på flera punkter gentemot Hume en mer förstående hållning än Humes stora kritiker Thomas Reid. Han psykologi utövade inflytande på John Stuart Mill.
Bland Thomas Browns skrifter märkt Observations on the nature and tendency of the doctrine of Hume concerning the relation of cause and effect (1804), samt han postumt utgivna Lectures on the philosophy of the human mind (4 band 1822).